# Біляєвська сільська рада (Біляєвський район)
Біля́євська сільська рада (рос. Беляевский сельский совет) — сільське поселення у складі Біляєвського району Оренбурзької області Росії.
Адміністративний центр — село Біляєвка.

## Населення
Населення — 4898 осіб (2019; 5354 в 2010, 5531 у 2002).

## Склад
До складу сільської ради входять:
| Населений пункт | Населення, осіб (2002) | Населення, осіб (2010) |
| --------------- | ---------------------- | ---------------------- |
| Біляєвка, село  | 5138                   | 4989                   |
| Жанаталап, село | 393                    | 365                    |